# Обитель вічності
Обитель вічності (англ. The House That Stood Still) – науково-фантастичний роман канадського та американського письменника Альфреда Елтона ван Вогта опублікований  1950 року.
Він також був опубліковиний з назвами «The Mating Cry» (1960), «The Undercover Aliens» (1976).

## Сюжет
Завдяки різноманітним розслідуванням і пригодам каліфорнійський адвокат з нерухомості дізнається, що до-тольтекська кам'яна будівля, на якій нащадок конкістадорів, побудував маєток чотири століття тому, дарує безсмертя тим, хто знає її таємницю. Культ безсмертних який складається з людей народжених в різні епохи та різних кінцях Землі, а тепер глибоко проник у владу Каліфорнії діє таємно і навіть має космічні кораблі, здатні подорожувати на Марс, де є його база.
Адвокат закохується в красуню-учасницю культу, яка каже йому, що атомна війна між США та Лорилією неминуча і що більшість культистів хочуть вивезти каміння з будівлі на Марс, щоб захистити її енергетику від радіоактивних опадів. Він ставить своєю місією запобігти війні, зберегти таємницю стародавнього дому на благо всього людства та отримати дівчину.

## Ідеї
- В творі одна з перших згадок приладів нічного бачення.